# Neferkare II.
Neferkare II., auch Nefer-ka-Re, war ein altägyptischer Pharao der 8. Dynastie der frühen Ersten Zwischenzeit (2181–2055 v. Chr.). Laut den Ägyptologen Kim Ryholt, Jürgen von Beckerath und Darell Baker war er der dritte Pharao der Achten Dynastie. Als Pharao der Achten Dynastie war der Thron von Neferkare II. wohl Memphis.

## Bezeugung
Neferkare II. ist lediglich durch seinen Namen bezeugt, der auf dem 42. Eintrag der Königsliste im Sethos I.-Tempel in Abydos steht. Jürgen von Beckerath vermutet allerdings eine Verschreibung für Wadj-Ka-Re. Diese Königsliste wurde etwa 900 Jahre nach der Ersten Zwischenzeit während der Herrschaft von Sethos I. redigiert. Eine andere Königsliste aus der Ära Ramses I., das Königspapyrus Turin, weist eine große Lacuna auf, die viele Pharaonen der Achten Dynastie betrifft. Die Dauer der Herrschaft von Neferkare II., die auf diesem Dokument vermerkt wäre, ist verloren gegangen.

## Identität
Jürgen von Beckerath identifizierte Neferkare II. versuchsweise mit dem Praenomen Wadjkare („Mit frischem Ka, ein Re“), das auf einem Graffito aus dem Wadi Hammamat aus der Ersten Zwischenzeit bezeugt ist. Diese Identifizierung wird anscheinend von Baker abgelehnt, der keine Belege für Neferkare II. außerhalb der Königsliste von Abydos erwähnt, während Thomas Schneider Wadjkare entweder mit Neferkare II. oder Neferirkare II. in Verbindung bringt.